# يوتاكا أوياما
يوتاكا أوياما (青山穣 أوياما يوتاكا) هو مؤدي أصوات ياباني ولد في 30 يناير 1965 في محافظة آيتشي.

## أدواره في الأنمي

### مسلسلات أنمي تلفزيونية
- ناروتو شيبودن - ساسوري (داخل هيروكو)
- أسطول الزجاج - كونراد
- فايري تايل - جورا نيكيس، كلودوا، جاكبوت
- بليتش - توشي، ياسوتشيكا إييمورا
- رايدباك - هيو غاتوم
- داركر ذان بلاك: المقاول الأسود - إيزاك
- شين مازنجر الجزء Z - جانغو
- غوين ساغا - راودي
- أوكامي-سان و رفاقها السبعة - هامل
- فانتوم: ريكوييم فور ذا فانتوم - مينديس
- الخادم الأسود - اللورد آرثر راندل
- الخادم الأسود 2 - اللورد آرثر راندل
- حكايات أشباح المدرسة - أستاذ ساكاتا
- ديفل ماي كراي - أليكس
- كلاند - الرجل المحترم
- حضانة هانامارو - والد تسوتشيدا
- غينتاما - أوكادا نيزو
- بيرسيرك - سامسون
- نودامي كانتابيلي: باريس - بيير
- إكس-من - نيورون
- رايلغان معينة خاصة بالعلم S - طبيب
- لوغ هورايزون - مارفس
- كوبرا ذي أنيميشن - سبعة
- غريت تيتشر أونيزوكا - فوتوغاكي
- معرض الفن المزيف - علام
- بطولات أرسلان - بودوين
- تشايكا أميرة التابوت - فودن
- أسوماتسو-سان - مدير مصنع بلاك
- البدلة المتنقلة جاندام: أيتام الدم الحديدي - تودو ميركونين
- دي جرايمان HALLOW - كونت الألفية
- دريفترز - حنبعل برق

### أوفا أنمي
- إير جير: الأجنحة السوداء و غابة النوم Break on the sky - الراوي
- البدلة المتنقلة جاندام يونيكورن - جايل تشان

### أفلام أنمي
- لو غارو - رييتشيرو إيشيدا
- سلسلة أفلام ديجيمون أدفنتشر تراي
  - ديجيمون أدفنتشر تراي الفصل الثالث: الاعتراف - والد ميكو موتشيزوكي

## أدواره في ألعاب الفيديو
- سونيك لوست ورلد - زاز

## أدواره في الدبلجة اليابانية
- سبايدرمان (1994) - إيدي بروك/فينوم
- هيروز - نيثان بيتريلي
- الطريق الثوري - جون جيفينجز
- جزيرة المصراع - جورج نويس
- شركة المرعبين المحدودة - أندل بوكس
- لوراكس (فيلم) - بريت، تشيت

## وصلات خارجية
- يوتاكا أوياما على موقع IMDb (الإنجليزية)
- يوتاكا أوياما على موقع قاعدة بيانات الفيلم (الإنجليزية)
- يوتاكا أوياما على موقع ANN person (الإنجليزية)